# Gecarcinus lateralis
Gecarcinus lateralis is een krabbensoort uit de familie van de Gecarcinidae. De wetenschappelijke naam van de soort is voor het eerst geldig gepubliceerd in 1835 door Fréminville.
Deze kleurrijke landkrabben komen voor op Bermuda, de Bahama's, de Florida Keys en aan de Golfkust van Texas; op de eilanden van de West Indies; en aan de Atlantische kust van Centraal-en Zuid-Amerika tot Venezuela en Frans-Guyana.
Vrouwtjes van deze soort brengen hun eitjes (kuit) naar het strand, laten ze los in ondiep zeewater en keren dan terug naar het land. Jonge krabben keren later uit de zee terug naar het strand en beginnen hun leven op het land.